# Waldkirchen
Waldkirchen település Németországban, azon belül Bajorországban. Lakosainak száma 11 221 fő (2023. december 31.). Waldkirchen Jandelsbrunn, Grainet, Freyung, Röhrnbach, Büchlberg és Hauzenberg községekkel határos.

## Népesség
A település népessége az elmúlt években az alábbi módon változott:
| Lakosok száma | 1269 | 1467 | 2396 | 6513 | 10 481 | 10 273 | 10 277 | 10 472 | 10 901 | 11 221 |
|               | 1875 | 1900 | 1950 | 1975 | 2010   | 2012   | 2014   | 2017   | 2021   | 2023   |